# جولیانو لورنتینو دوس سانتوس
جولیانو لورنتینو دوس سانتوس (به پرتغالی: Juliano Laurentino dos Santos) هافبک اهل برزیل است که در شهر ژواو پسوا، پارائیبا و در تاریخ ۱۶ فوریهٔ ۱۹۸۵ به دنیا آمده‌است.
جولیانو لورنتینو دوس سانتوس در تیم‌های فوتبال باشگاه فوتبال سنترو اسپورتیوو آلاگوانو – – سابقهٔ حضور دارد.